# روستارد دورج كويماها
روستارد دورج كويماها (بالفرنسية: Dorge Kouemaha)‏ (28 يونيو 1983 في الكاميرون - ) هو لاعب كرة قدم كاميروني في مركز الهجوم. شارك مع منتخب الكاميرون لكرة القدم. أما مع النوادي، فقد لعب مع آينتراخت فرانكفورت وأريس تسالونيكي وأضنة دمير سبور ودنيزلي سبور وغازي عنتاب سبور وليرس ونادي دبرتسني ونادي دويسبورغ ونادي فولاد خوزستان ونادي كايزرسلاوترن ونادي كلوب بروج ونادي تاتابانيا ‏.

## وصلات خارجية
- روستارد دورج كويماها على موقع اتحاد تركيا (لاعب) (الإنجليزية)
- روستارد دورج كويماها على موقع قاعدة بيانات كرة القدم.إي يو (الإنجليزية)
- روستارد دورج كويماها على موقع بيانات كرة القدم. دي إي (الألمانية)
- روستارد دورج كويماها على موقع ناشيونال فوتبول تيمز (الإنجليزية)
- روستارد دورج كويماها على موقع Soccerway.com (الإنجليزية)
- روستارد دورج كويماها على موقع عالم كرة القدم.نت (الإنجليزية)